# Сусіди знизу
«Сусіди знизу» (англ. The Ones Below) — британський фільм-трилер, знятий Девідом Фарром. Світова прем'єра стрічки відбулася 13 вересня 2015 року на міжнародному кінофестивалі в Торонто. Фільм розповідає про подружжя, яке турбують сусіди знизу.

## У ролях
- Клеманс Поезі — Кейт
- Девід Морріссі — Джон
- Стівен Кемпбелл Мур — Джастін
- Лаура Бірн — Тереза